# Saint-Didier (Vaucluse)
Saint-Didier è un comune francese di 2 154 abitanti situato nel dipartimento della Vaucluse della regione della Provenza-Alpi-Costa Azzurra.

## Società

### Evoluzione demografica
Abitanti censiti